# Musée d’Histoire de la Ville et du Pays Malouin
Le musée d'Histoire de la Ville et du Pays Malouin, créé en 1862, est situé à Saint-Malo en Bretagne (France). Il retrace l'histoire de la ville ainsi que des principales personnalités qui y ont vécu. Le musée ferme définitivement ses portes en novembre 2019. Un projet de musée maritime, reprenant les anciennes collections, doit voir le jour en 2024.Le maire a décidé d’abandonner la construction d’un établissement qui aurait accueilli les richesses archéologiques sous-marines, des vestiges d’épaves, ainsi que des œuvres issues du Musée historique fermé en 2019.

## Description
Le musée occupe le grand donjon sur trois niveaux, la tour générale sur trois niveaux et la chapelle du château de Saint-Malo.
Ses collections conservent plus de 8 000 pièces concernant l'histoire de la ville de Saint-Malo, l’ethnographie locale, les souvenirs des capitaines au long cours cap-hornier (dans la tour Solidor).
Les salles regroupent des tableaux, maquettes, objets par thème :
- de l'époque romaine au voyage de Jacques Cartier ;
- l'apogée du port aux XVIIe et XVIIIe siècles ;
- les personnalités du XIXe siècle : Chateaubriand, Lammenais, Surcouf… ;
- la pêche à Terre-Neuve ;
- le mode de vie des Malouins aux XVIIe et XVIIIe siècles ;
- des œuvres d'artistes des XIXe et XXe siècles .

La chapelle contient, entre autres, des objets liturgiques et des portraits d'ecclésiastiques.
En haut du grand donjon, dans les tours de guet, le visiteur peut voir le panorama sur les environs de la ville close et le port.

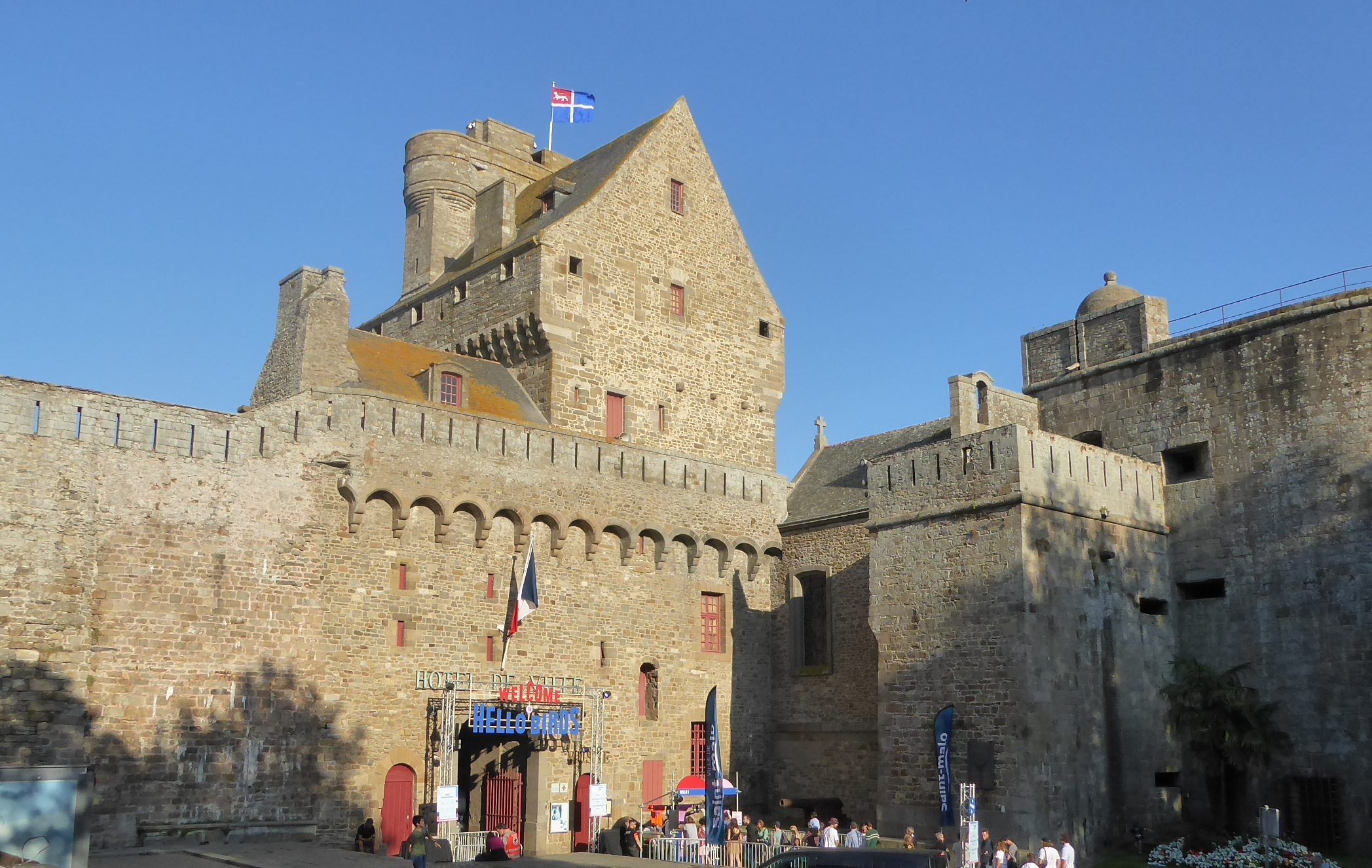
Le musée est situé dans le donjon du château de Saint-Malo.

À la suite d'un important dépôt de mobilier archéologique d'environ 2 600 pièces provenant des fouilles sous-marines de deux épaves du XVIIIe siècle (La Dauphine construite à l’arsenal royal du Havre en 1703 et perdue le 11 décembre 1704, et  L'Aimable Grenot qui s'est perdue le 7 mai 1749) découvertes en bordure du chenal d'accès au port sur les roches de la Natière.

Un nouveau musée, le musée d'histoire maritime, est en cours de construction sur l'emplacement des silos quai de Terre-Neuve, au fond du bassin Duguay-Trouin.

## Fréquentation
Pour des raisons techniques, il est temporairement impossible d'afficher le graphique qui aurait dû être présenté ici.

## Galerie

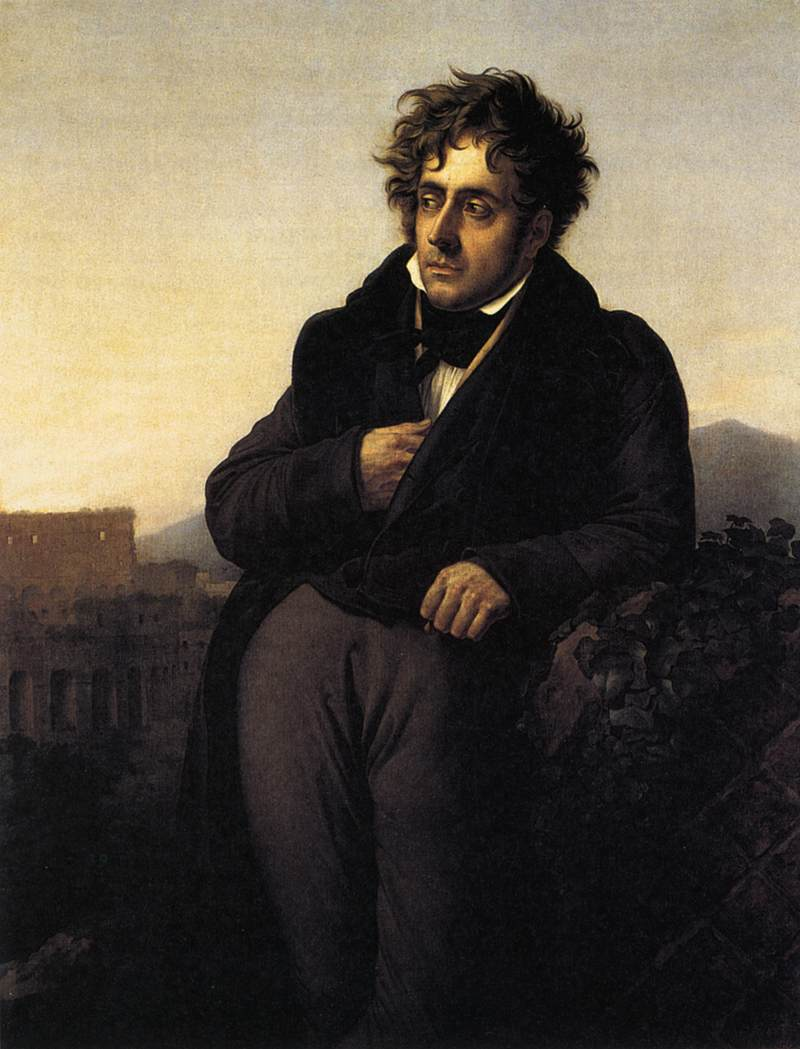
Anne-Louis Girodet (1767–1824), Portrait de Chateaubriand (vers 1809).
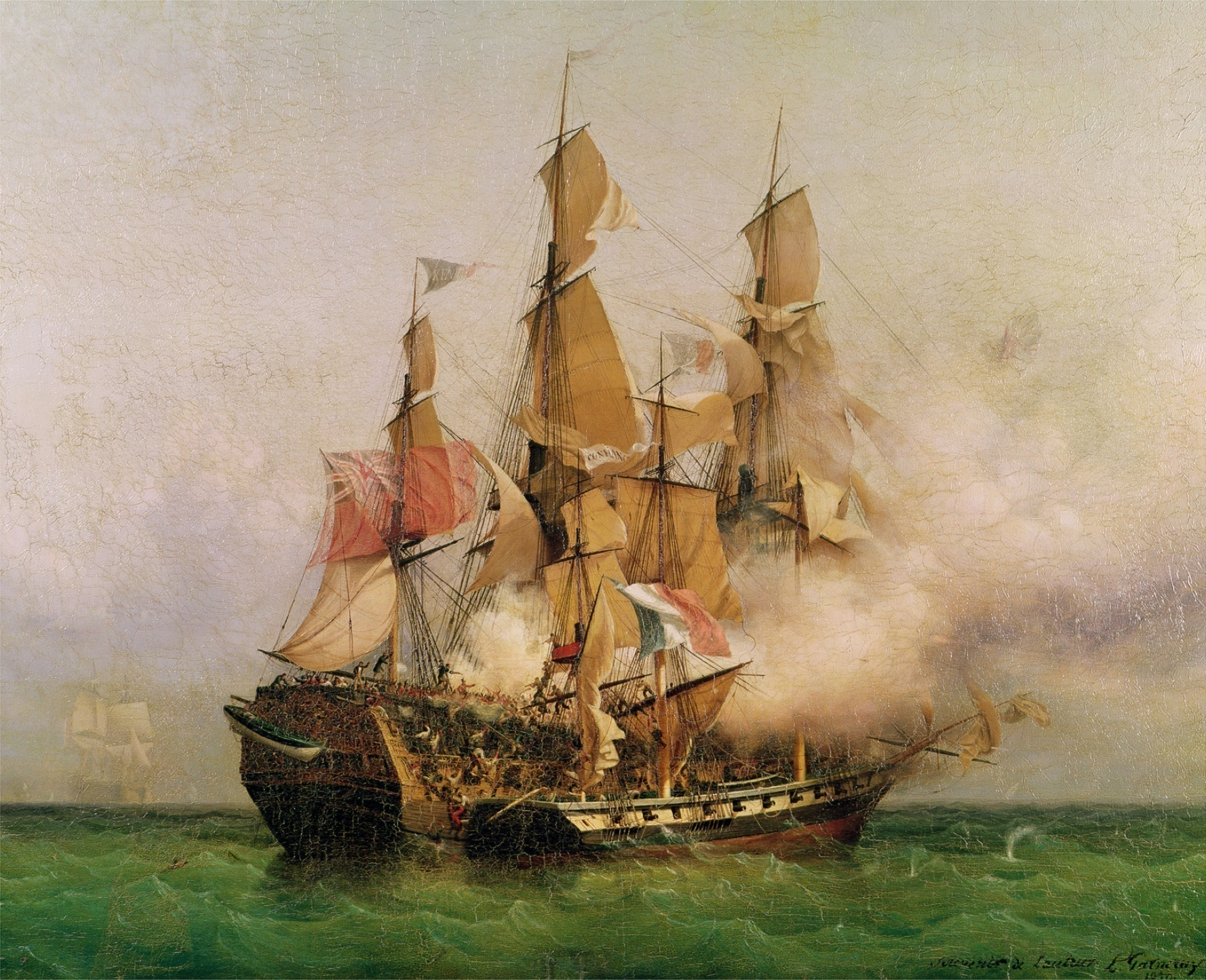
Ambroise Louis Garneray  (1783–1857), La Prise du Kent dans le golfe du Bengale (1852).
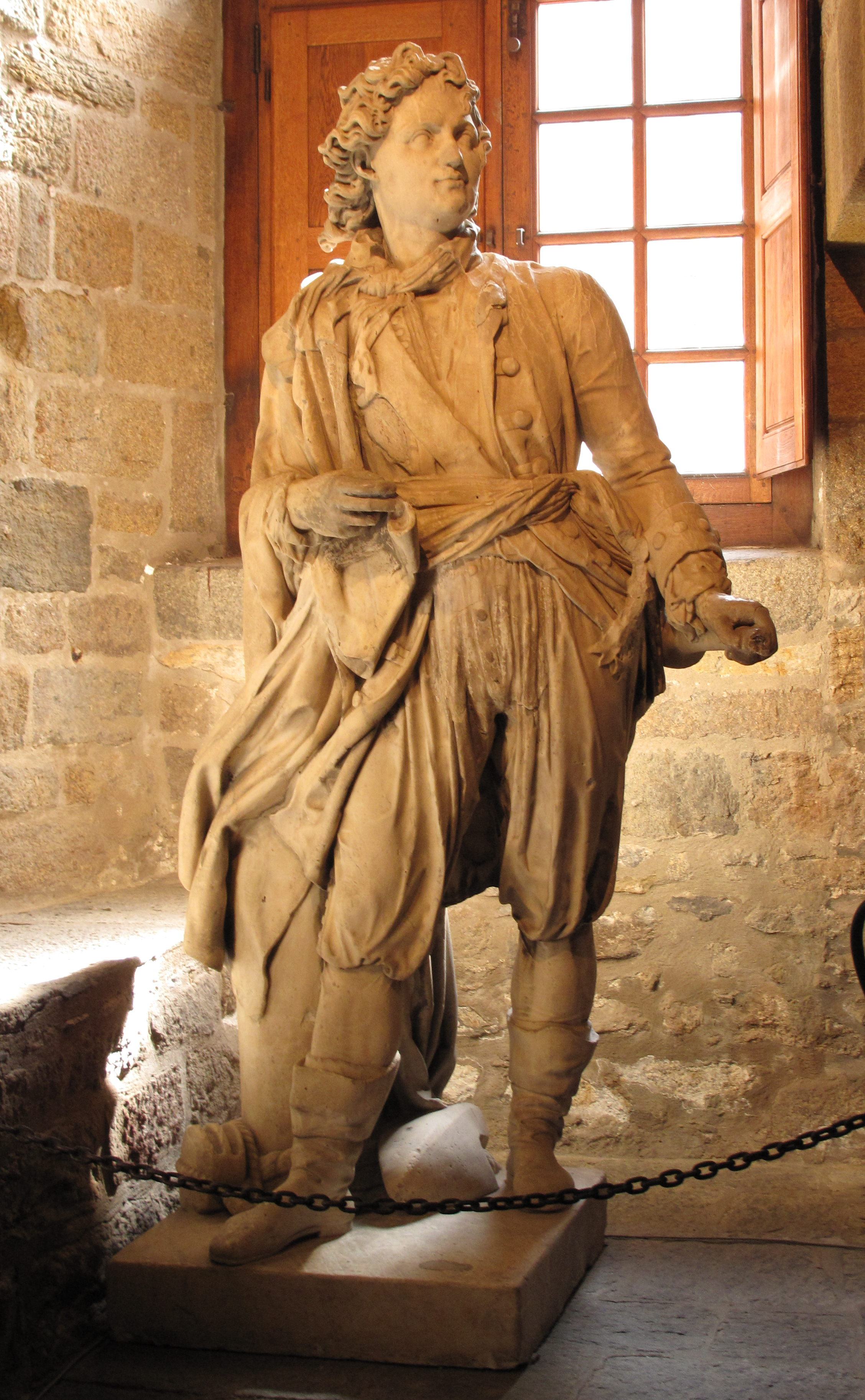
Johann Dominik Mahlknecht (1793-1873), René Duguay-Trouin (1827).
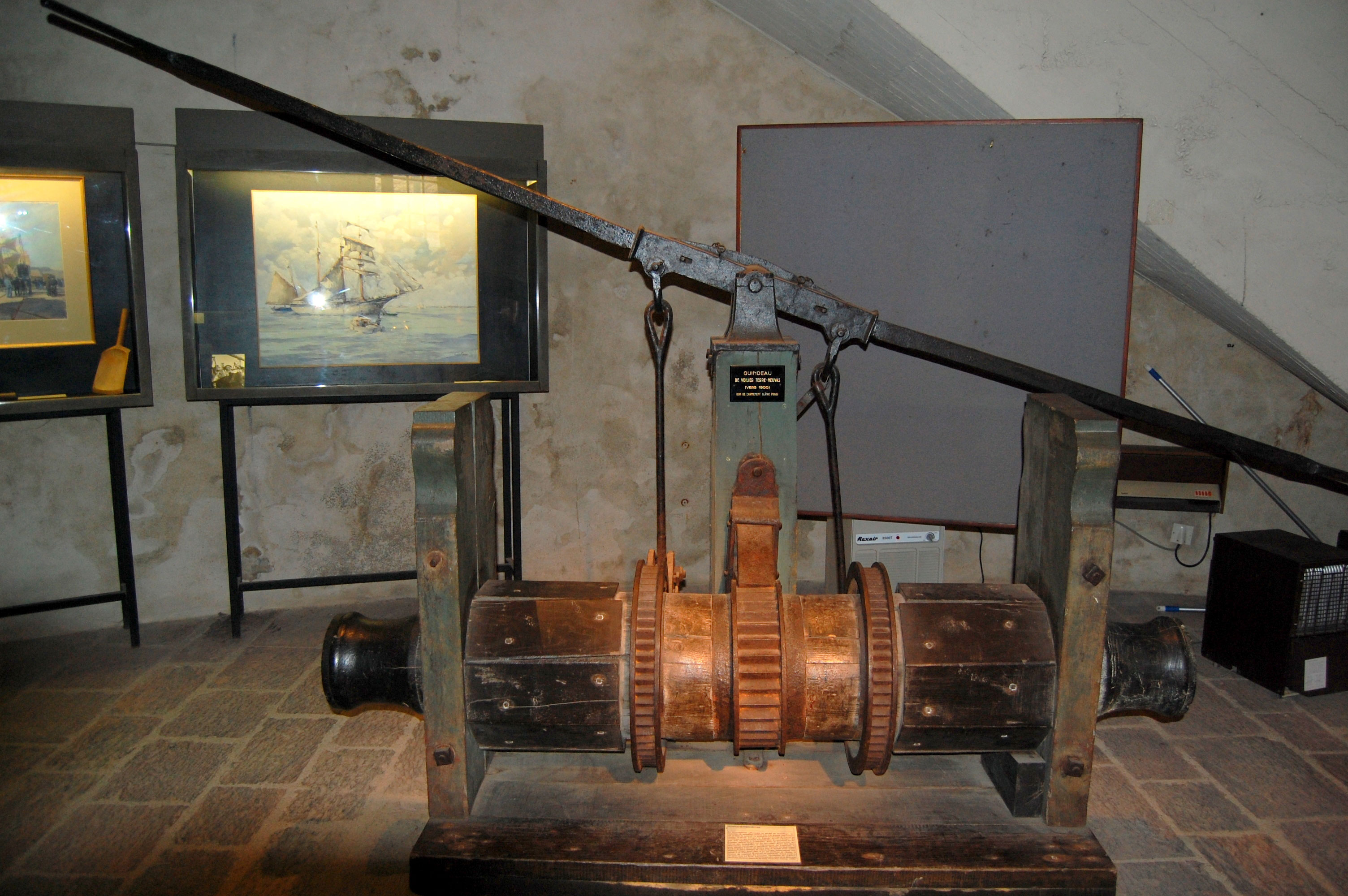
Guindeau installé sur les bateaux au début du XXe siècle.
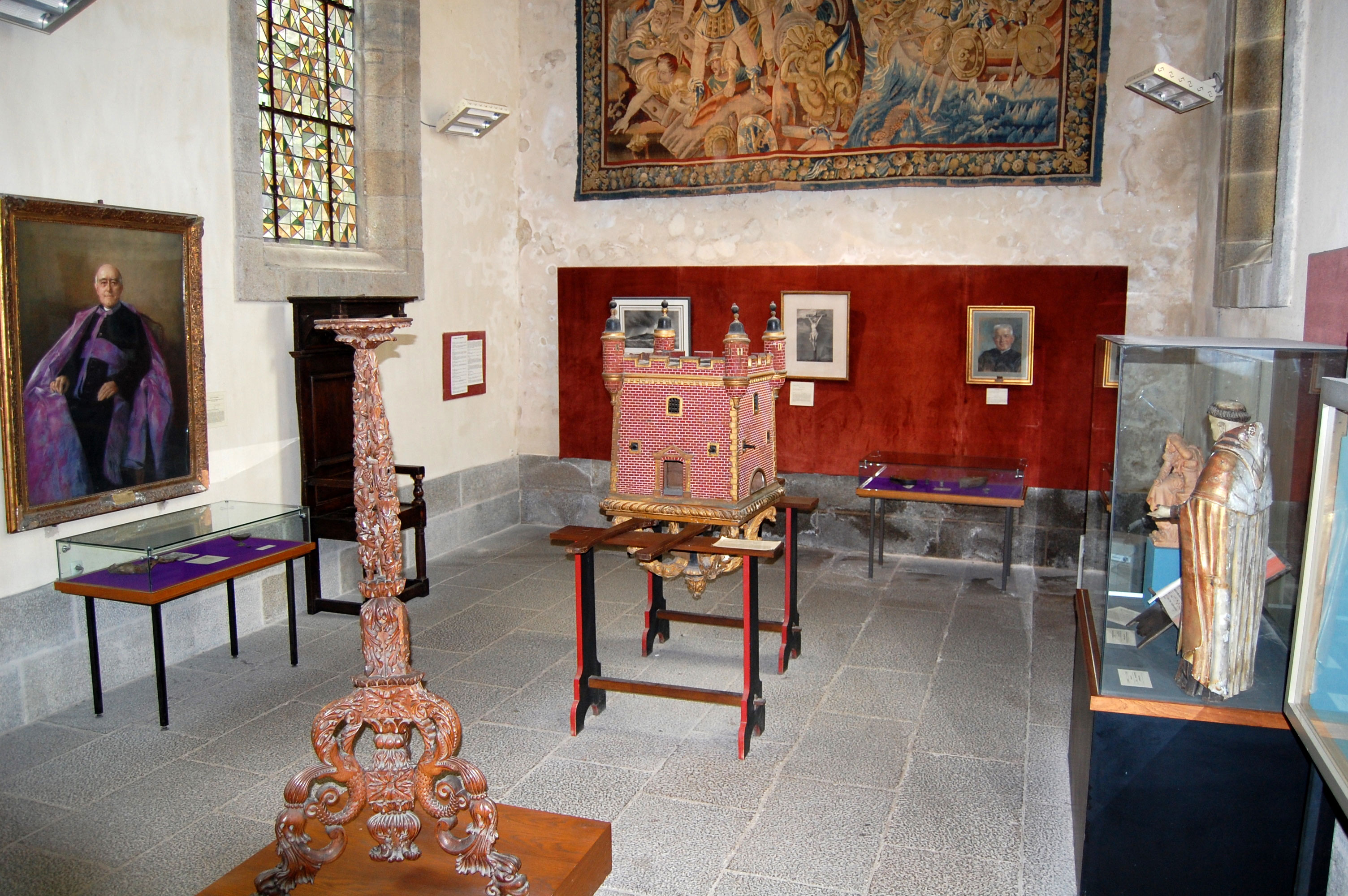
Salle de la chapelle.
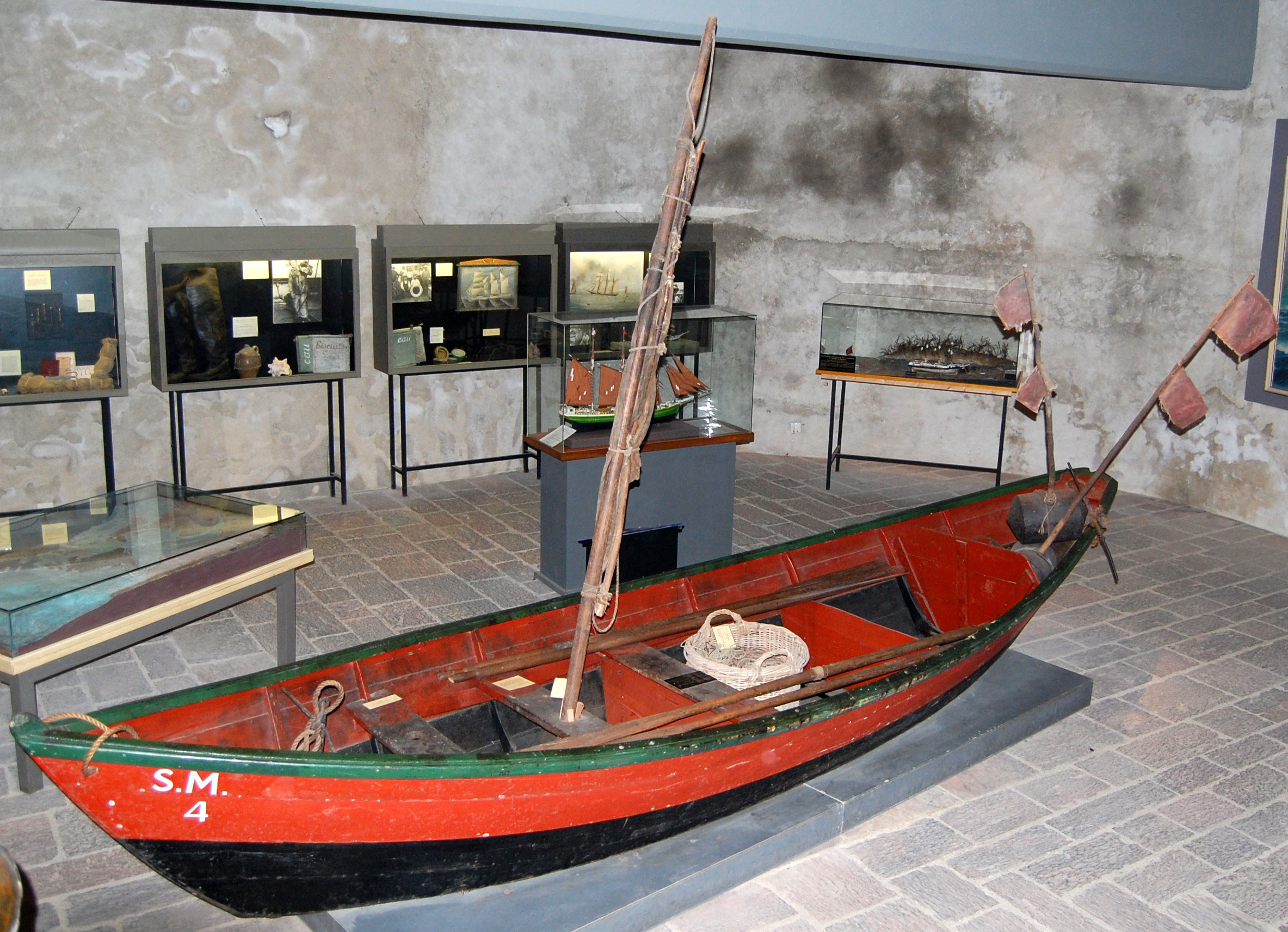
Doris utilisés par les pêcheurs malouins à  Terre-Neuve au début du XXe siècle.
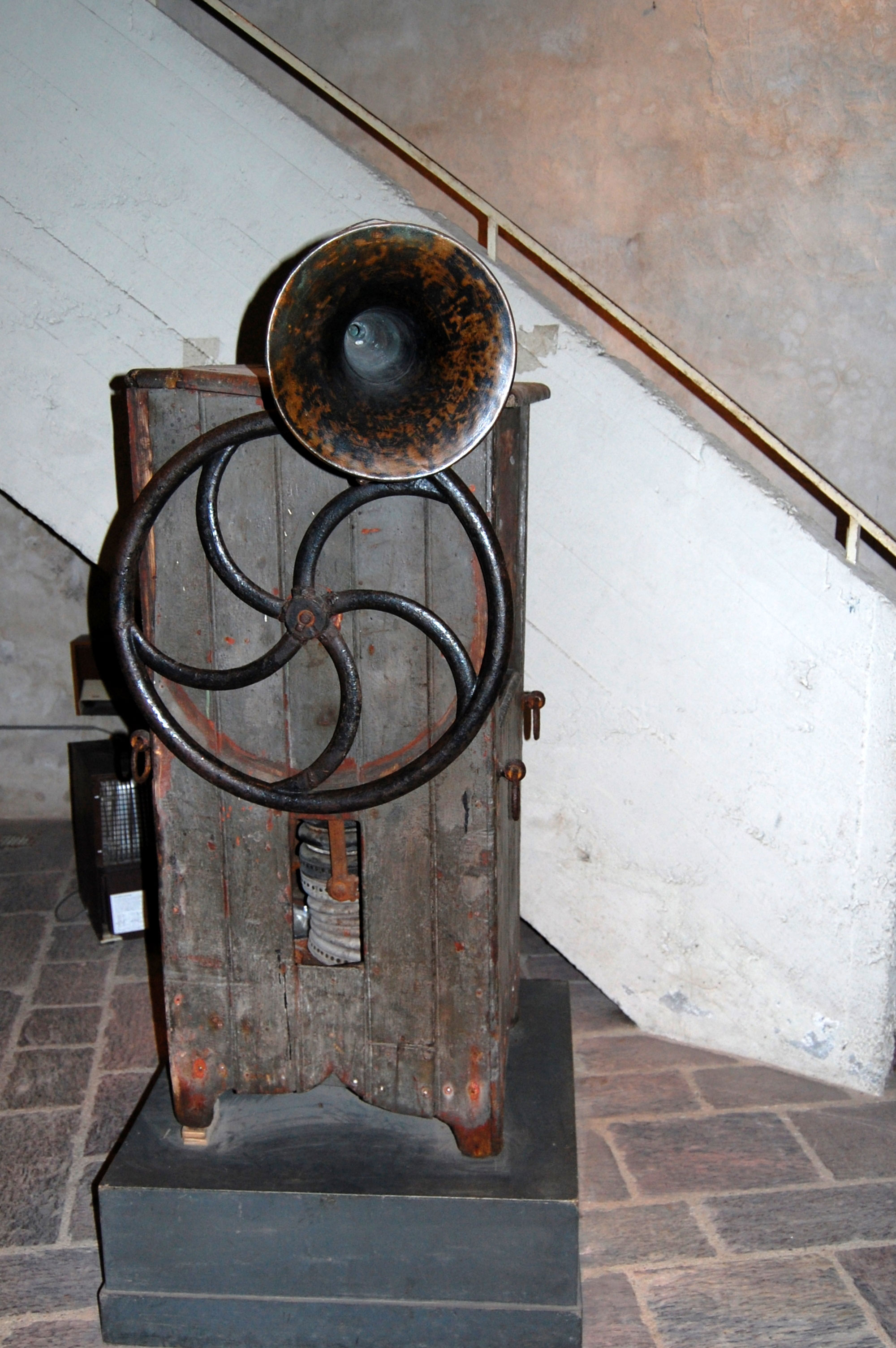
Corne de brume installée sur les bateaux au début du XXe siècle.
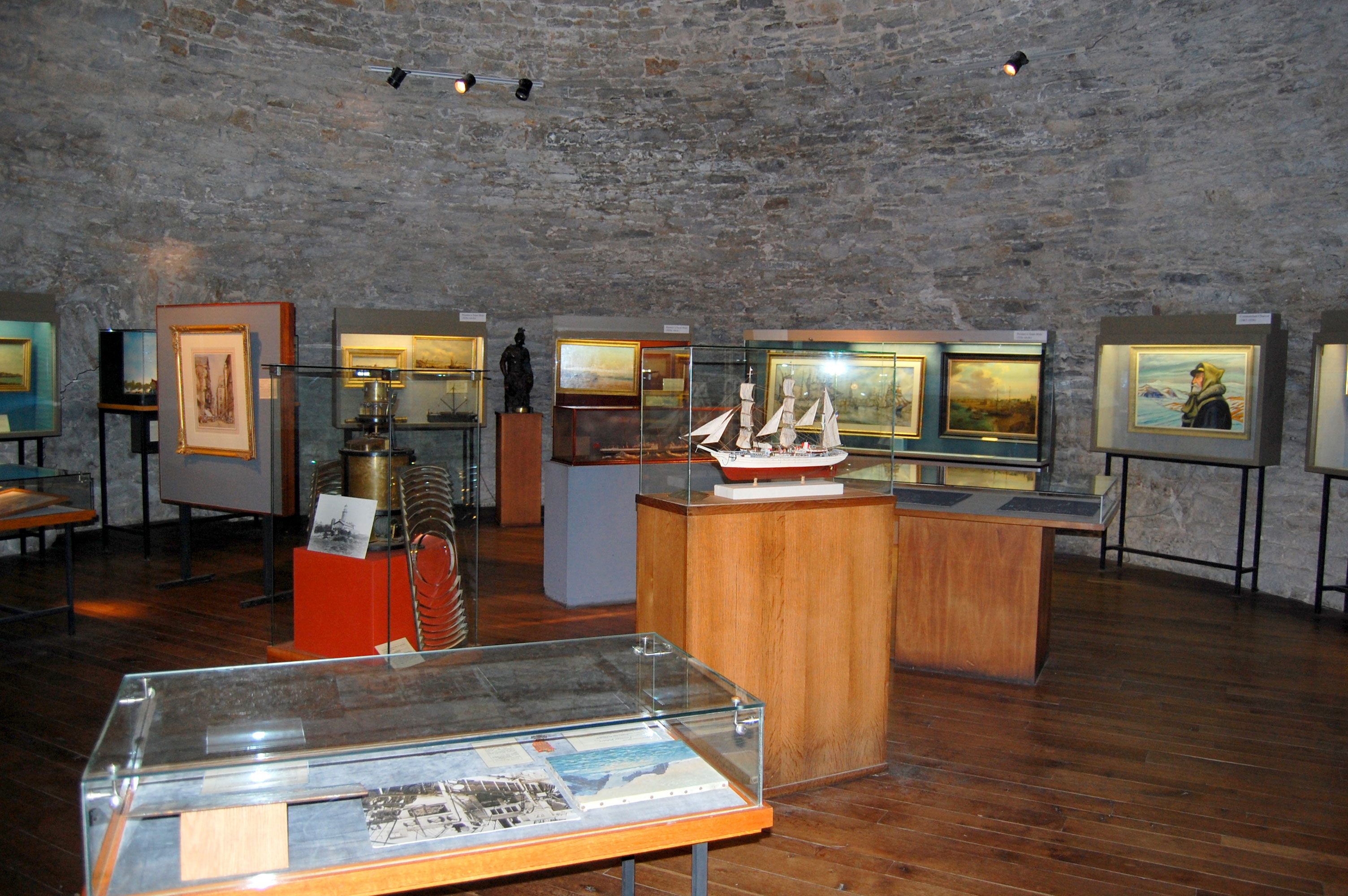
Peintures des XIXe et XXe siècles.